# Adventure (album)
Adventure je druhé studiové album americké rockové skupiny Television, vydané v dubnu 1978 u vydavatelství Elektra Records. Nahráno bylo od září do listopadu 1977 v newyorských studiích Soundmixers a Record Plant Studios a o produkci se staral John Jansen spolu s Tomem Verlainem, kytaristou a zpěvákem skupiny.

## Seznam skladeb
| Pořadí | Název              | Autor                   | Délka |
| ------ | ------------------ | ----------------------- | ----- |
| 1.     | Glory              | Tom Verlaine            | 3:11  |
| 2.     | Days               | Verlaine, Richard Lloyd | 3:14  |
| 3.     | Foxhole            | Verlaine                | 4:48  |
| 4.     | Careful            | Verlaine                | 3:18  |
| 5.     | Carried Away       | Verlaine                | 5:14  |
| 6.     | The Fire           | Verlaine                | 5:56  |
| 7.     | Ain't That Nothin' | Verlaine                | 4:52  |
| 8.     | The Dream's Dream  | Verlaine                | 6:44  |

## Obsazení
- Tom Verlaine – kytara, zpěv, klavír
- Richard Lloyd – kytara, zpěv
- Fred Smith – baskytara, zpěv
- Billy Ficca – bicí